# 2038
2038 (MMXXXVIII) kommer att bli ett normalår som börjar en fredag i den gregorianska kalendern.

## Framtida händelser

### Januari
- 5 januari – En solförmörkelse kan ses i Karibien, Atlanten och västra Afrika.
- 19 januari – 03:14:08 UTC – År 2038-problemet: Hur tiden behandlas i datorer blir åter igen ett problem, likt det man trodde om År 2000-problemet. I Unixliknande operativsystem räcker 32 bitar inte längre till, utan klockan i en del system kan slå om till 1901.

### April
- 12 april – Dokument relaterade till NSA:s PRISM-program planeras att hävas av USA:s regering.[1]
- 25 april – Påsken inträffar på det sista möjliga datumet. Sist detta hände var år 1943.

### Juli
- 2 juli – En solförmörkelse kan ses i norra Sydamerika, Atlanten och Afrika.

### December
- 26 december – En total solförmörkelse kan ses i Australien och Nya Zeeland.